# Kasteel Hinta
Het Kasteel Hinta (Duits: Burg Hinta) is een waterslot in Oost-Friesland en ligt in de plaats Hinte in de Aurich in Nedersaksen in Duitsland.
Reeds in de 14e eeuw waren er twee kastelen in Hinte, de Westerburg en de Osterburg (Kasteel Hinta). De Westerburg werd verwoest in 1443 door de Hanze. Dit was een reactie omdat de toenmalige leiders de piraterij van de Oost-Friese steden steunden.
De Osterburg werd aan het einde van de 13e eeuw door de stamhoofden gebouwd in klassiek gotische stijl. Het oudste gedeelte is een steenhuis met aan de zuidzijde trapgevels. Deze werd gebouwd door Aild Allena († 1482) en Frederik Allena († 1527). Tijdens de renaissance, 1704, werd de kasteelpoort toegevoegd. In de 18e en 19e eeuw werd het kasteel herbouwd tot zijn huidige vorm. Sindsdien heeft het vier vleugels met een grote binnenplaats, omringd door een brede gracht. Het slot staat naast de kerk die op een terp is gebouwd in de 14e eeuw.
Tijdens de Emder Revolutie in 1602 was het kasteel bezet door troepen uit Emden. Tijdens het terugveroveren van het kasteel is het ongeschonden uit de strijd gekomen.
Sinds 1567 is het kasteel privébezit van de adellijke familie van Frese.